# Nekrolog 1750
Nekrolog
◄◄
| ◄
| 1746
| 1747
| 1748
| 1749
| 1750 | 1751 | 1752 | 1753 | 1754 | ► | ►►
Weitere Ereignisse | Allgemeiner Nekrolog 1750
Die Beschreibung der verstorbenen Person sollte so kurz wie möglich gehalten sein und nur deren signifikante Tätigkeit(en) enthalten.
Neue Namen ggf. auch unter dem Geburts- und Sterbedatum, also etwa unter 1. Januar und im Geburts- und Sterbejahr (2024) eintragen (nur bei entsprechender großer Wichtigkeit). Für Beispiele siehe die schon vorhandenen Artikel.
Außerdem über die fünf zuletzt Verstorbenen, zu denen es einen ausreichend guten Artikel für eine Präsentation auf der Hauptseite gibt, nach der todesbedingten Überarbeitung der Artikel ggf. auch unter Wikipedia Diskussion:Hauptseite informieren und sie am besten auch in den anderen Wikipedia-Sprachversionen eintragen. Tipp: Regelmäßig bei news.google.de nach „ist tot“, „gestorben“ oder „verstorben“ suchen.
Wenn eine Person gestorben ist, gibt es viele Seiten zu dieser Person in der Wikipedia, die davon auch betroffen sind und entsprechend aktualisiert werden müssen. Beispiele: Namenübersichtsseite, Geburtsjahr, Geburtsort-Seiten und viele mehr.
Wie finde ich die betroffenen Seiten?
Im Suchfeld auf der linken Seite gibt man den Suchbegriff so ein: „Vorname Nachname“. Dann klickt man auf Volltext und alle Seiten mit entsprechendem Suchtext werden aufgerufen. Hier sieht man dann schnell, wo auch das Todesjahr Sinn macht oder sogar ein Teil des Artikels angepasst werden muss. Auch hilft das „Werkzeug“ auf der linken Seite sehr gut, um solche Seiten aufzufinden: „Links auf diese Seite“. Somit ist die Wikipedia wieder aktuell in allen Bereichen! Hinweis: bei Eintragung der Kategorie „Gestorben JAHR“ wird der Missbrauchsfilter 49 ausgelöst, was jedoch nicht schlimm ist. Siehe: Spezial:Missbrauchsfilter/49
Dies ist eine Liste von im Jahr 1750 verstorbenen bekannten Persönlichkeiten. Die Einträge erfolgen innerhalb der einzelnen Daten alphabetisch sortiert. Tiere sind im Nekrolog für Tiere zu finden.

## Januar
| Tag        | Name                            | Beruf, bekannt als                                                                                              | Alter | Beleg |
| ---------- | ------------------------------- | --- | ----- | ----- |
| 4. Januar  | Christoph Schütz                | Radikalpietist und Gesangbuchherausgeber                                                                        | 60    |       |
| 4. Januar  | Karl Friedrich Vangerow         | deutscher Verwaltungsbeamter, Stifter der Vangerowschen Realschule in Stargard in Pommern                       | 26    |       |
| 6. Januar  | Georg Lisiewski                 | Porträtmaler des Barock                                                                                         |       |       |
| 7. Januar  | Joseph Anton Merz               | schwäbisch-bayerischer Maler der Barockzeit                                                                     |       |       |
| 8. Januar  | Jan (II) Six                    | Amsterdamer Regent und Bürgermeister                                                                            | 81    |       |
| 11. Januar | Reinhard von Gemmingen-Hornberg | hessen-darmstädtischer Geheimrat, Ritterhauptmann im Ritterkanton Odenwald und Generaldirektor der Ritterkreise | 72    |       |
| 11. Januar | Jacob Jäger                     | österreichischer Steinmetzmeister                                                                               |       |       |
| 13. Januar | Matthias Benoni Hering          | deutscher Professor der Rechte                                                                                  | 56    |       |
| 22. Januar | Franz Xaver Josef von Unertl    | kurfürstlich bayerischer Geheimer Ratskanzler und Konferenzminister                                             | 74    |       |
| 23. Januar | Michael Lilienthal              | deutscher lutherischer Theologe und Historiker                                                                  | 63    |       |
| 23. Januar | Lodovico Antonio Muratori       | italienischer Gelehrter und Geistlicher                                                                         | 77    |       |
| 26. Januar | Albert Schultens                | niederländischer reformierter Theologe und Orientalist                                                          | 63    |       |
| 27. Januar | Iwan Jurjewitsch Trubezkoi      | russischer Feldmarschall                                                                                        | 82    |       |
| 29. Januar | Daniel Salthenius               | schwedischer Pädagoge und evangelischer Theologe                                                                | 48    |       |
| Januar     | Thomas-Louis Bourgeois          | französischer Komponist und Sänger des Barock                                                                   | 73    |       |

## Februar
| Tag         | Name                                  | Beruf, bekannt als                                                       | Alter | Beleg |
| ----------- | ------------------------------------- | ------------------------------------------------------------------------ | ----- | ----- |
| 1. Februar  | Moyse Garrigue                        | Juwelier, Richter                                                        | 41    |       |
| 1. Februar  | Johann Christian Hoffmann             | deutscher Geigen- und Lautenbauer                                        |       |       |
| 2. Februar  | Friedrich Ernst von Fabrice           | deutscher Diplomat                                                       | 66    |       |
| 2. Februar  | Johann Graf                           | deutscher Komponist                                                      |       |       |
| 2. Februar  | Paul Vermehren                        | Kaufmann und Ratsherr der Hansestadt Lübeck                              |       |       |
| 5. Februar  | Adolph Friedrich Hamberger            | deutscher Mediziner                                                      | 22    |       |
| 6. Februar  | Johann (IV.) Baptist Hinterhölzl      | österreichischer Zisterzienserabt                                        | 51    |       |
| 7. Februar  | Johann Sigismund Kripner              | deutscher evangelischer Theologe, Orientalist und Hochschullehrer        | 39    |       |
| 7. Februar  | Algernon Seymour, 7. Duke of Somerset | britischer Adliger, Militär und Politiker                                | 65    |       |
| 8. Februar  | Siard Frick                           | deutscher Prämonstratenser                                               | 70    |       |
| 9. Februar  | Martin Hassen                         | deutscher Ethnologe und Diplomat                                         | 72    |       |
| 11. Februar | Vincenzo Bichi                        | Kardinal der Römischen Kirche                                            | 82    |       |
| 12. Februar | Matthias Charbonnier                  | deutscher Gartenkünstler des Barock                                      |       |       |
| 14. Februar | Franz Albert Aepinus                  | deutscher evangelischer Theologe, Schriftsteller und Philosoph           | 76    |       |
| 14. Februar | Carl Friedrich Pöppelmann             | deutscher Architekt des Rokoko                                           |       |       |
| 14. Februar | Jean-Georges de Souillac              | französischer Prälat; Bischof von Lodève                                 | 64    |       |
| 17. Februar | Johann Christian von Schulzen         | kur-braunschweig-lüneburgischer Generalleutnant und Kommandant von Stade |       |       |
| 17. Februar | Caspar Heinrich Starck                | deutscher lutherischer Theologe und Autor                                | 68    |       |
| 18. Februar | Georg Bernhard Bilfinger              | württembergischer Philosoph, Baumeister, Mathematiker und Theologe       | 57    |       |
| 22. Februar | Jean-Pierre de Crousaz                | Schweizer Hochschullehrer und Philosoph                                  | 86    |       |
| 22. Februar | Pietro Filippo Scarlatti              | italienischer Komponist und Organist                                     | 71    |       |
| 25. Februar | Johann Pötscher                       | österreichischer Bergbauer und Geheimprotestant                          |       |       |

## März
| Tag      | Name                                                 | Beruf, bekannt als                                                    | Alter | Beleg |
| -------- | ---------------------------------------------------- | --------------------------------------------------------------------- | ----- | ----- |
| 1. März  | Friedrich Andreas Hallbauer                          | deutscher lutherischer Theologe                                       | 57    |       |
| 6. März  | Domenico Montagnana                                  | italienischer Geigenbauer                                             | 63    |       |
| 7. März  | François Roux                                        | deutscher Romanist, Grammatiker und Lexikograf französischer Herkunft | 75    |       |
| 15. März | David Schatz                                         | deutscher Architekt, Baumeister und Gartenarchitekt                   |       |       |
| 19. März | Sebastian Zeidlmayr                                  | bayerischer Geistlicher, Organist und Musikpädagoge                   | 78    |       |
| 23. März | Sámuel Mikoviny                                      | ungarischer Mathematiker, Ingenieur und Kartograf                     |       |       |
| 24. März | Johann Friedrich Olearius                            | deutscher evangelischer Theologe                                      | 52    |       |
| 24. März | Edme-François Gersaint                               | französischer Kunsthändler                                            |       |       |
| 26. März | Henri-François des Herbiers, Marquis de l’Estenduère | französischer Marineoffizier                                          | 67    |       |
| 31. März | Johanna Charlotte von Anhalt-Dessau                  | Markgräfin von Brandenburg-Schwedt, Äbtissin von Herford              | 67    |       |
| März     | Johannes Bernsau                                     | Bürgermeister in Elberfeld                                            |       |       |
| März     | Johann Christian Quandt der Ältere                   | deutscher Geistlicher                                                 | 45    |       |

## April
| Tag       | Name                                    | Beruf, bekannt als                                                   | Alter | Beleg |
| --------- | --------------------------------------- | -------------------------------------------------------------------- | ----- | ----- |
| 1. April  | Hermann Franz Braumann                  | Bürgermeister der Reichsstadt Aachen                                 |       |       |
| 1. April  | William Parks                           | englischer Drucker und Publizist                                     |       |       |
| 2. April  | Olof Broman                             | schwedischer Arzt, Rektor und Vikar                                  | 73    |       |
| 3. April  | Franz Anton Germiller                   | deutscher Maler des Barock                                           | 67    |       |
| 5. April  | Romanus Teller                          | deutscher lutherischer Theologe                                      | 47    |       |
| 7. April  | Johann Heinrich Hottinger der Jüngere   | deutscher reformierter Theologe                                      | 68    |       |
| 12. April | Georg Wilhelm Henning                   | deutsch-russischer Ingenieur, Konstrukteur, Offizier und Organisator | 73    |       |
| 13. April | Johann Sigismund Schulin                | deutsch-dänischer Diplomat und Außenminister                         | 55    |       |
| 15. April | Theophilus Grabener                     | deutscher Pädagoge                                                   | 64    |       |
| 20. April | Jean-Louis Petit                        | französischer Chirurg und Anatom                                     | 76    |       |
| 21. April | Johann Ludwig von Kerckerinck zu Stapel | Vertreter der Ritterschaft im Landtag des Hochstifts Münster         | 78    |       |
| 21. April | Georg Christoph von Kreytzen            | königlich preußischer Generalleutnant, Amtshauptmann von Egeln       | 66    |       |
| 26. April | Nikolaus Stanislavich                   | Bischof des Csanáder Bistums                                         | 55    |       |
| 29. April | Egid Quirin Asam                        | deutscher Stuckateur und Bildhauer                                   |       |       |
| 30. April | Wolf Adolf von Pannwitz                 | preußischer Generalmajor                                             | 71    |       |

## Mai
| Tag     | Name                               | Beruf, bekannt als | Alter | Beleg |
| ------- | ---------------------------------- | --- | ----- | ----- |
| 1. Mai  | David Stähelin                     | Schweizer Bürgermeister | 76    |       |
| 4. Mai  | Benjamin Friedrich von Reichenbach | Geheimrat, Präsident aller geistlichen Sachen wie auch des Armendirektoriums als auch Direktor des Mons Pietatis, Justizminister |       |       |
| 7. Mai  | Gustav Philipp Mörl                | deutscher evangelischer Geistlicher und Bibliothekar                                                                             | 76    |       |
| 9. Mai  | Rudolf Garrels                     | Orgelbauer |       |       |
| 13. Mai | Johann Friedrich Ernst Müller      | deutscher Orgelbauer |       |       |
| 16. Mai | Elias Eller                        | christlicher Sektierer und Stadtgründer                                                                                          | 59    |       |
| 17. Mai | Georg Engelhard Schröder           | schwedischer Porträt- und Historienmaler                                                                                         | 65    |       |
| 19. Mai | Crispinus von Viterbo              | Kapuziner | 81    |       |
| 21. Mai | Heinrich Lindenborn                | deutscher Journalist und Kirchenlieddichter                                                                                      |       |       |
| 28. Mai | Heinrich Balemann                  | deutscher Jurist und Bürgermeister der Hansestadt Lübeck                                                                         | 72    |       |
| 28. Mai | Franz Anton Baumann                | österreichischer Kirchenmusiker und Komponist                                                                                    |       |       |
| 28. Mai | Samuel Lutz                        | pietistischer Pfarrer | 75    |       |
| 28. Mai | Sakuramachi                        | 115. Kaiser von Japan | 30    |       |
| 29. Mai | Giuseppe Porsile                   | italienischer Opernkomponist | 70    |       |
| 30. Mai | Samuel König                       | Mathematiker, Orientalist und pietistischer Theologe                                                                             | 78    |       |
| 30. Mai | Friedrich Leopold von Schwerin     | königlich preußischer Generalmajor, Kommandeur des Füsilier-Regiments Nr. 46 Württemberg sowie Amtshauptmann von Driesen         |       |       |

## Juni
| Tag      | Name                                             | Beruf, bekannt als                                                                                | Alter | Beleg |
| -------- | ------------------------------------------------ | ------------------------------------------------------------------------------------------------- | ----- | ----- |
| 2. Juni  | Valentin Rathgeber                               | deutscher Komponist und Organist des Barock                                                       | 68    |       |
| 4. Juni  | Simon Dilger                                     | deutscher Uhrmacher, einer der Urväter der Uhrmacherei im Schwarzwald                             |       |       |
| 4. Juni  | Friedrich Ludwig                                 | Fürst von Hohenzollern-Hechingen (1730–1750)                                                      | 61    |       |
| 8. Juni  | Auguste Friederike Wilhelmine von Nassau-Idstein | Fürstin von Nassau-Weilburg                                                                       | 50    |       |
| 9. Juni  | Mattia Bortoloni                                 | italienischer Maler                                                                               | 54    |       |
| 12. Juni | Muhammad Bahawal Khan I.                         | Indischer Emir                                                                                    |       |       |
| 14. Juni | Johann Christoph Balser                          | deutscher Rechtswissenschaftler                                                                   | 40    |       |
| 14. Juni | Franz Anton Maichelbeck                          | deutscher Organist und Komponist                                                                  | 47    |       |
| 14. Juni | Magnoald Ziegelbauer                             | deutscher Historiker und Benediktiner, Verfasser einer Literaturgeschichte des Benediktinerordens | 61    |       |
| 25. Juni | Diego Francesco Carlone                          | italienischer Stuckateur                                                                          |       |       |
| 29. Juni | Johann Jacob von Lüdecke                         | braunschweigischer Staatsrat                                                                      | 67    |       |
| Juni     | Joseph Whipple junior                            | britischer Händler und Politiker                                                                  |       |       |

## Juli
| Tag      | Name                                           | Beruf, bekannt als                                                                  | Alter | Beleg |
| -------- | ---------------------------------------------- | ----------------------------------------------------------------------------------- | ----- | ----- |
| 2. Juli  | Hans von Dieskau                               | königlich-polnischer und kurfürstlich-sächsischer Kammerherr und Rittergutsbesitzer |       |       |
| 3. Juli  | Christoph Anton Erasmi                         | deutscher evangelisch-lutherischer Geistlicher                                      | 38    |       |
| 3. Juli  | Jesaias Friedrich Weissenborn                  | deutscher lutherischer Theologe                                                     | 76    |       |
| 10. Juli | Justus Christian Thorschmidt                   | deutscher Lokalhistoriker, der als evangelischer Pfarrer tätig war                  | 62    |       |
| 13. Juli | Johann Heinrich Cohausen                       | deutscher Mediziner und Schriftsteller                                              |       |       |
| 23. Juli | Ferdinand Leopold von Hohenzollern-Sigmaringen | Domherr und Minister                                                                | 57    |       |
| 26. Juli | Wassili Nikititsch Tatischtschew               | russischer Staatsmann, Historiker, Geograph und Ethnograph                          | 64    |       |
| 28. Juli | Johann Sebastian Bach                          | deutscher Komponist des Barock, Organist und Cembalist                              | 65    |       |
| 28. Juli | Otto Matthaei (Geistlicher, 1670)              | deutscher evangelisch-lutherischer Geistlicher und Pädagoge                         | 80    |       |
| 28. Juli | Conyers Middleton                              | englischer Geistlicher und Autor                                                    | 66    |       |
| 31. Juli | Johann V.                                      | König von Portugal aus dem Hause Braganza                                           | 60    |       |
| 31. Juli | Juste-Aurèle Meissonnier                       | französischer Goldschmied                                                           |       |       |
| 31. Juli | Johann George Schreiber                        | deutscher Kartograph                                                                | 73    |       |

## August
| Tag        | Name                                | Beruf, bekannt als                                                       | Alter | Beleg |
| ---------- | ----------------------------------- | ------------------------------------------------------------------------ | ----- | ----- |
| 1. August  | Daniel Nicolai                      | deutscher Jurist                                                         | 67    |       |
| 5. August  | Hermann Reinhold Pauli              | deutscher evangelischer Theologe und Prediger                            | 68    |       |
| 8. August  | Charles Lennox, 2. Duke of Richmond | britischer Adliger                                                       | 49    |       |
| 12. August | Rachel Ruysch                       | niederländische Malerin des Barock                                       |       |       |
| 13. August | Bernhard von Beauvryé               | preußischer Generalmajor                                                 | 60    |       |
| 13. August | Gottfried Kohlreif                  | deutscher lutherischer Theologe, Dompropst                               | 73    |       |
| 15. August | Margaretha Theodora Agnes von Velen | Äbtissin im Stift Nottuln                                                | 81    |       |
| 16. August | Philipp Ludwig Dreyßigmark          | deutscher evangelischer Geistlicher                                      | 74    |       |
| 22. August | Anton Dietrich Carl von Ingelheim   | Reichsgraf, Chorbischof, Statthalter und Diplomat im Kurfürstentum Trier | 60    |       |
| 22. August | Johann Anton Weise                  | deutscher Orgelbauer                                                     |       |       |
| 23. August | Johann Jakob Helfferich             | deutscher Jurist und Hochschullehrer                                     |       |       |
| 23. August | Johann Christian Krüger             | deutscher Schriftsteller und Schauspieler                                | 26    |       |
| 25. August | Leopold Camp                        | deutscher Zisterzienserabt                                               | 51    |       |
| 26. August | Friedrich von Dreger                | Beamter in der preußischen Provinz Pommern, Geschichtsforscher           | 50    |       |
| 29. August | Johann Adolph Krohn                 | deutscher Jurist und Bürgermeister der Hansestadt Lübeck                 |       |       |
| 29. August | Kasimir Anton von Sickingen         | deutscher Geistlicher, Bischof von Konstanz (1743–1750)                  | 66    |       |
| August     | Abraham Vandenhoeck                 | Verleger und Buchhändler                                                 |       |       |

## September
| Tag           | Name                         | Beruf, bekannt als                                                     | Alter | Beleg |
| ------------- | ---------------------------- | ---------------------------------------------------------------------- | ----- | ----- |
| 2. September  | Burkhard Leberecht Behrisch  | deutscher Jurist und Bürgermeister von Dresden                         | 68    |       |
| 4. September  | Margret Zeerleder-Lutz       | Schweizer Pietistin                                                    |       |       |
| 10. September | Johann Gottlob Weidler       | deutscher Rechtswissenschaftler                                        | 42    |       |
| 17. September | Carl Theodorus Pachelbel     | deutscher Komponist und Organist                                       |       |       |
| 19. September | John Bouverie                | britischer Adliger und Kunstsammler                                    |       |       |
| 25. September | Joseph Franz von Kesselstatt | Freiherr, Diplomat und Domherr in den Kurfürstentümern Mainz und Trier | 54    |       |
| 26. September | Johann Philipp Jung          | deutscher Bibliothekar                                                 | 73    |       |
| 28. September | Johann Sigismund Scholze     | deutscher Musiksammler und Autor                                       | 45    |       |
| 29. September | Nicolaus Rohlfs              | deutscher Astronom, Mathematiker, Lehrer und Kalendermacher            | 55    |       |
| 29. September | Abraham Ruchat               | Schweizer Historiker und Theologe                                      | 70    |       |

## Oktober
| Tag         | Name                                    | Beruf, bekannt als                                                    | Alter | Beleg |
| ----------- | --------------------------------------- | --------------------------------------------------------------------- | ----- | ----- |
| 3. Oktober  | Matthias Georg Monn                     | österreichischer Komponist, Organist und Musikpädagoge                | 33    |       |
| 6. Oktober  | Gottfried Fritsch                       | österreichischer Bildhauer                                            |       |       |
| 8. Oktober  | Jakob Elsner                            | deutscher lutherischer Theologe                                       | 58    |       |
| 9. Oktober  | Maria Anna von Bayern                   | bayerische Prinzessin                                                 | 54    |       |
| 12. Oktober | Angelo Ragazzi                          | italienischer Violinist und Komponist                                 |       |       |
| 15. Oktober | Ludolf August von Bismarck              | russischer General                                                    | 67    |       |
| 15. Oktober | Daniel Strähler                         | deutscher Mathematiker und Philosoph                                  | 60    |       |
| 16. Oktober | Ernst Henrich Berling                   | deutsch-dänischer Buchdrucker und Herausgeber                         | 42    |       |
| 16. Oktober | Silvius Leopold Weiss                   | deutscher Komponist und Lautenist                                     | 63    |       |
| 17. Oktober | Samuel Palthen                          | schwedisch-pommerscher Jurist, Vizepräsident des Obertribunals Wismar | 71    |       |
| 17. Oktober | Johann Adolf von Wagenfeldt             | preußischer Hofgerichtsrat                                            |       |       |
| 27. Oktober | August I. von Schwarzburg-Sondershausen | Prinz von Schwarzburg-Sondershausen                                   | 59    |       |
| Oktober     | Andreas Steinböck                       | österreichischer Steinmetzmeister und Bildhauer des Barock            | 83    |       |

## November
| Tag          | Name                           | Beruf, bekannt als                                                                      | Alter | Beleg |
| ------------ | ------------------------------ | --------------------------------------------------------------------------------------- | ----- | ----- |
| 1. November  | Gustaaf Willem van Imhoff      | Generalgouverneur von Niederländisch-Indien                                             | 45    |       |
| 2. November  | Theodor Ankarcrona             | schwedischer Admiral und Landshövding über Stockholms län                               | 63    |       |
| 3. November  | Bernhard Heinrich von der Hude | deutscher evangelisch-lutherischer Geistlicher und Hauptpastor an Lübecker Marienkirche | 69    |       |
| 6. November  | Jonathan Law                   | Pastor, Richter und Gouverneur der Colony of Connecticut                                | 76    |       |
| 11. November | Gyurme Namgyel                 | tibetischer Herrscher (König)                                                           |       |       |
| 11. November | Apostolo Zeno                  | italienischer Dichter und Librettist                                                    | 81    |       |
| 14. November | Thomas Lee                     | britisch-amerikanischer Politiker                                                       |       |       |
| 15. November | Pantaleon Hebenstreit          | deutscher Komponist und Tanzlehrer                                                      | 81    |       |
| 16. November | Johann Georg von Königsfeld    | bayerischer Konferenzminister und Reichsvizekanzler                                     | 71    |       |
| 19. November | Franz Retz                     | Generaloberer der Societas Jesu (Jesuitenorden)                                         | 77    |       |
| 20. November | Wilhelmus Schortinghuis        | niederländischer reformierter Theologe                                                  | 50    |       |
| 23. November | Giuseppe Sammartini            | italienischer Oboist und Komponist des Spätbarock                                       | 55    |       |
| 29. November | Bussy Mansel, 4. Baron Mansel  | walisischer Adliger und Politiker                                                       |       |       |
| 30. November | Moritz von Sachsen             | deutsch-französischer General, Marschall von Frankreich                                 | 54    |       |

## Dezember
| Tag          | Name                                              | Beruf, bekannt als                                            | Alter | Beleg |
| ------------ | ------------------------------------------------- | ------------------------------------------------------------- | ----- | ----- |
| 1. Dezember  | Johann Gabriel Doppelmayr                         | deutscher Astronom                                            | 73    |       |
| 9. Dezember  | Johann Georg von Lehmann                          | preußischer Generalmajor und Kommandant der Festung Kosel     |       |       |
| 14. Dezember | Johann Christian Jacobi                           | deutsch-englischer Küster, Buchhändler, Übersetzer und Kantor |       |       |
| 21. Dezember | Elisabeth Christine von Braunschweig-Wolfenbüttel | deutsche Adlige, Gemahlin Kaiser Karls VI.                    | 59    |       |
| 22. Dezember | Georg Friedrich Christian Seekatz                 | deutscher Maler des Barock                                    | 67    |       |
| 24. Dezember | Christian Döring                                  | deutscher Architekt und Baumeister des Barock                 | 73    |       |
| 25. Dezember | Friedrich Wilhelm Weidemann                       | deutscher Maler                                               |       |       |
| Dezember     | Nuno da Cunha e Ataíde                            | portugiesischer Geistlicher und Kardinal der Römischen Kirche |       |       |

## Datum unbekannt
| Tag | Name                               | Beruf, bekannt als                                                              | Alter | Beleg |
| --- | ---------------------------------- | ------------------------------------------------------------------------------- | ----- | ----- |
|     | Giulio Visconti Borromeo Arese     | italienischer Diplomat                                                          |       |       |
|     | Carl Friedrich Behrens             | deutscher Entdecker und Seefahrer                                               |       |       |
|     | Friedrich Conradi                  | deutscher Baumeister und Ingenieur                                              |       |       |
|     | Etienne Denis Delair               | französischer Theorbespieler und Musiktheoretiker                               |       |       |
|     | Christoph Eberhard                 | deutscher Geograph und Prediger                                                 |       |       |
|     | Robert Feke                        | US-amerikanischer Maler                                                         |       |       |
|     | Balthasar Otto Flesche             | deutscher Jurist, Bürgermeister von Stargard in Pommern und städtischer Landrat |       |       |
|     | Johannes Harpprecht                | württembergischer Jurist und Bürgermeister von Tübingen                         | 57    |       |
|     | Friedrich Christian von Hohendorff | preußischer Landrat                                                             |       |       |
|     | Chaloner Ogle                      | britischer Admiral der Royal Navy                                               |       |       |
|     | Opoku Ware I.                      | Herrscher des Aschantikönigreiches im heutigen Ghana                            |       |       |
|     | Julius Ludwig Rothweil             | hessischer Barockbaumeister                                                     |       |       |
|     | Johann Balthasar Schäffer          | deutscher Augustinermönch und Tanzmeister                                       | ≈66   |       |
|     | Sulaiman II.                       | safawidischer Schah von Persien ohne wirkliche Macht                            |       |       |
|     | Guillaume Thomas Taraval           | schwedischer Maler                                                              |       |       |
|     | Kaspar Ehrenreich von Thermo       | preußischer Oberst                                                              |       |       |
|     | Jorge de Villalonga                | spanischer Kolonialverwalter                                                    |       |       |
|     | Justus Wehmer                      | deutscher Architekt                                                             |       |       |